# منصبدار
منصبدار هي رتبة عسكرية كانت ضمن النظام الإداري الذي سنّه جلال الدين أكبر في سلطنة مغول الهند. مَنْصِب كلمة عربية وتعني :ما يتولاه المرءُ من عمل، ودار كلمة فارسية تعني: القيّم أو حامل أو صاحب. كان المنصبداريون حكام مقاطعات، وقادة عسكريين، وضباط مدنيين وعسكريين رفيعي المستوى. المنصبدار الذي كان تحت إمرته 1000 جندي يُسَمَّى أميرًا، وإذا زاد عدد جنوده على الألف سُمِّي الأمير الكبير، ومن تجاوز عدد جنوده 5000 جندي سُمَّي أمير الأمراء.